# Драгоман (преводач)
Вижте пояснителната страница за други значения на Драгоман.
Драгоман (от арабски: ترجمان, тарджуман, преводач) е официална титла на личност в средновековната дипломация, която има функциите на преводач и посредник между Османската империя, страните от Близкия изток и европейските дипломатически и търговски представителства в тях.
Лицето, занимаващо се с тази дейност, владее и ползва османотурски (и/или арабски) и европейски езици. Такива лица има в османската администрация, както и в европейските дипломатически и търговски представителства на изток. Те имат както дипломатически, така и лингвистични функции.
Драгоманите са имали особено значение в Османската империя, тъй като в нея е имало голяма нужда от посредничество с европейските страни, породено от съпротивата на влиятелните османци да учат чужди езици до началото на ХІХ век. Така някои отделни велики драгомани са имали съществена роля в османската история и са имали функции, близки до тези, изпълнявани днес от министрите на външните работи.
В близкото минало „драгоман“ е наричан също водачът на група сезонни работници – гурбетчии, обикновено жътвари.